# 阿特雷巴特人

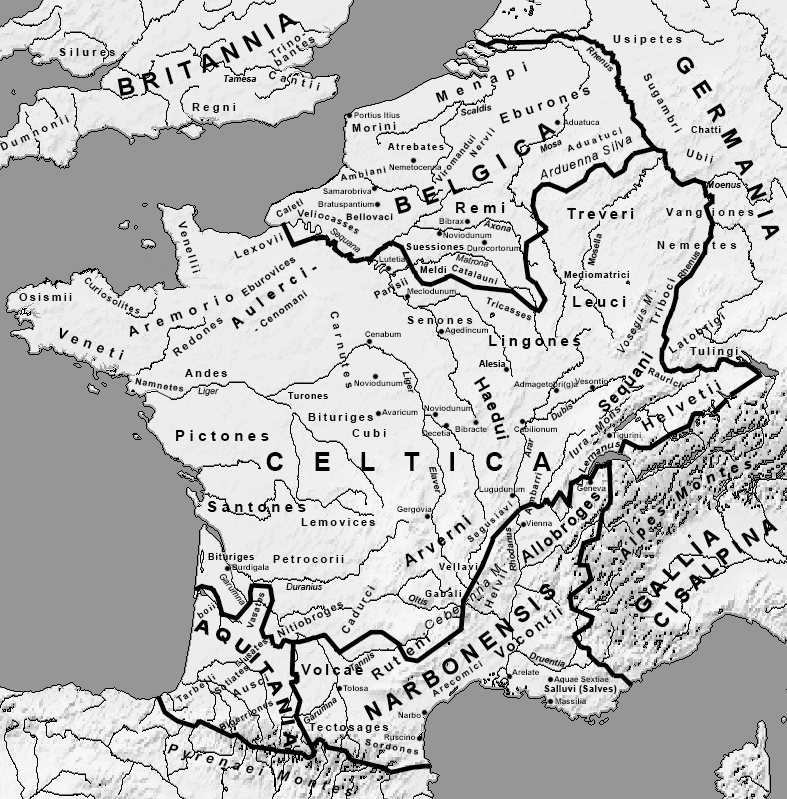
阿特雷巴特人的領土

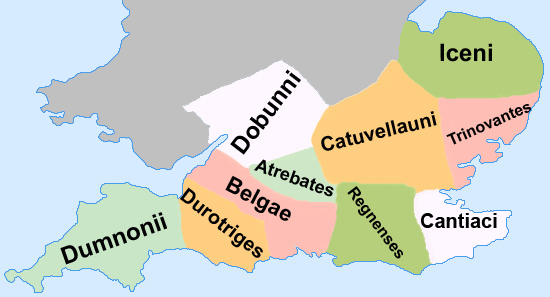
阿特雷巴特人在不列顛的分佈

阿特雷巴特人（Atrebates，單數：Atrebas）是生活在羅馬征服不列顛時代的高盧與不列顛的一隻貝爾蓋人部落。其名稱與古愛爾蘭語“aittrebaid”同源， 本身則是來自原始凱爾特語“*ad-treb-a-t-es”，意思是“居住者”。
高盧的阿特雷巴特人生活在現在法國北部的阿圖瓦，其首都Nemetocenna（後來又被稱作Nemetacum或Nemetacon）是現在的阿拉斯。 公元前57年在尤里烏斯·凱撒征服高盧時，阿特雷巴特人曾作為貝爾蓋人的一隻參戰，兵力為15,000人。不列顛的阿特雷巴特人主要生活在現在漢普郡、西薩塞克斯郡及伯克郡，中心在Calleva Atrebatum（即現代的西爾切斯特）。

## 外部連結
- Commius （页面存档备份，存于） and the Atrebates （页面存档备份，存于） at Roman-Britain.org （页面存档备份，存于）
- Atrebates at Romans in Britain
- Atrebates Living History Group